# Global Industry Classification Standard
Global Industry Classification Standard (GICS) är ett branschklassificeringssystem för börsnoterade företag framtaget av Morgan Stanley Capital International (MSCI) och Standard & Poor's (S&P), två företag som tar fram index och data om aktier och börser. Det omfattade vid tillkomsten år 1999 tio sektorer. Under augusti 2016 bröts Fastigheter ut till en egen sektor skild från Finans. Sektorerna är indelade i branschgrupper, branscher och underbranscher.

## Struktur
GICS består av de elva sektorerna:
1. Energi (olja, gas, kol och utrustning för sektorn) Sektorkod 10
2. Material (kemi, trä, papper, metaller etc) Sektorkod 15
3. Industrivaror och -tjänster (flyg, försvar, bygg, maskiner, lastbilar, fartyg, tjänster som flygbolag, rederier etc) Sektorkod 20
4. Sällanköpsvaror och -tjänster (mot konsument: bilar, vitvaror, kläder, media etc) Sektorkod 25
5. Dagligvaror (mot konsument: mat, dryck, tvättmedel, skönhetsmedel etc) Sektorkod 30
6. Hälsovård (sjukvård, bioteknik etc) Sektorkod 35
7. Finans (banker, försäkringsbolag) Sektorkod 40
8. Informationsteknik (datorer, mjukvara, kontorsutrustning etc) Sektorkod 45
9. Teleoperatörer (telefon/internetoperatörer) Sektorkod 50
10. Kraftförsörjning (el etc) Sektorkod 55
11. Fastigheter Sektorkod 60